# Ел Ханса
Ел Ханса (арапски:الخنساء, Наџд, 575 - Наџд, 645) највећа је песникиња арапског света. Живела је у 7. веку, у преисламско доба, у арабијској области Наџд (данас (Краљевина Саудијска Арабија). Неки извори наводе да је познавала пророка Мухамеда и да се након сусрета са њим преобратила у ислам. Такође се наводи и да се пророк Мухамед дивио њеном изузетном песничком дару. Иако се није бавио писањем поезије, пророк Мухамед је као Арапин умео да оцени шта је то лепо написана поезија. Ел Ханса је често рецитовала своје песме на тргу у Меки где су се обично одвијала поетска надметања.

## Биографија
Године 575. у централној саудијског области Наџд, у веома имућној породици, рођена је песникиња Тумадир бинт Амр ибн ел Харт ибн ел Шарид ел Суламија или како је у историји арапске књижевности позната, Ел Ханса (у значењу газела или она прћастог носа или жена јаке воље). Ел Ханса је имала држање и понашање веома храбре и самосвесне жене. Као пример за то може да послужи податак да је Ел Ханса чак одбила једног просца (вођу једног чувеног племена) јер је сматрала да је престар за њу. Према неким изворима, 629. године, песникиња Ел Ханса упознала је пророка Мухамеда, који је, како се наводи у истим изворима, био импресиониран њеном поетском умешноћу, вреднујући је више и од великог песника класичне арапске књижевне традиције Имру’ ел Кајса. Након тог сусрета, Ел Ханса, иако рођена као немуслиманка, преобратила се у ислам. Неки извори, пак тврде да се песникиња, након погибије оба брата, предводећи једну групу, упутила у Медину и тада преобратила у ислам. У њеној биографији се крије и потресна прича о погибији два брата, те сва четири сина. О њиховој смрти спевала је елегије који су освојиле срца арапског света, а њој донеле славу и признање. Њене песме је сакупио Ибн ел Сикит (802-858, књижевник и научник из раног абасидског периода и објавио их као "Диван". Саудијска, арапска, али и светска поетеса Ел Ханса, умрла је у родном Наџду 645. године. 

## Поезија
Ел Ханса је углавном писала елегије. У доба када је она живела, дакле у предисламско доба, које је претежно било обележено ратовима сукобљених племена, жене–песници писале су елегије. Додељивана им је улога оних које треба да испишу ламенте над смрћу својих најмилијих, те да их изводе јавно, кроз рецитовање. У овом сегменту, рана арапска поезија доста наличи српској народној епској поезији. Док су мушке главе ратовале и гинуле за слободу, жене су патиле и ту патњу изражавале на најпотреснији начин. Она је кроз поезију исказивала бол за својим погунилим најмилијима и то је чинила на један изузетно дирљив начин. Посебно се истичу елегије које је посветила погибији брата Сахра чију смрт никада није могла да преболи. Још потреснији су стихови посвећени погибији њених синова. Ел Ханса је постала врхунски песник елегија, до савршенства уздижући ову античку поетску форму.
Једна од елегија чувене арапске песникиње Ел Хансе посвећена погибији мушких чланова њене породице:
Време ме је нагризало
Време ме је нагризало, разједало и раскомадало

Време ме је повредило, озледило и зло учинило

и однесе мушке главе моје што заједно умреше,

све ноћи моје бесане посташе.

Они не беху уточиште зликовцима

као што ни сунце није заклон људима.

Коње у галопу видесмо, ближе

и прашину што се диже.

И коњанике што оштре сјајне мачеве и сива копља имаше,

мачеве што посекоше, копља што тела распорише.

Победисмо оне који су мислили

да ће вечно непобеђени остати

и ко помисли да ће поштеђен бити

греши, јер никад гнездо неће свити.

Ми се клонимо дела нечасних а госте своје гостимо

ми у рату оружје носимо

а у миру се памуком, вуном и свилом поносимо.

## Књижевно дело
- "Диван" (збирка поезије) Диван PDF

## Утицај у савремено доба
У савремено доба, њено име, везује се херојство жене, одважност и смелост. Бројне су књиге у којима се њено име спомиње у овом контексту али и у контексту прелаза из преисламског у исламско друштво, обликовање индивидуе у складу са новом вером, те у оном уметничком контексту, у коме се она истиче као врхунски поетски стваралац коме готово да ниједан песник мушког рода не може да парира. Њен Диван добио је свој енглески превод 1973. године, а за њега је заслужан Артур Вормхоут. Занимљив је податак и да једна школа за девојчице у Уједињеним Арапским Емиратима и Катару (Дубаи, Доха) носи њено име Al Khansa School for Girls.
Ел Ханса је идеал муслиманске жене , она је симбол мајке мученице али и страствене уметнице која слободно ствара, а понајвише изазива дивљење и заслужује поштовање јер се за своју слободу сама изборила, јер ју је великим поетским даром, снагом своје воље и истинске вере, у потпуности заслужила.